# Pseudoviridae
Famille
Genres de rang inférieur
- Hemivirus
- Pseudovirus
- Sirevirus

Les Pseudoviridae sont une famille de virus de l'ordre des Ortervirales qui comprend trois genres et 34 espèces. Ce sont des rétrovirus à ARN simple brin classés dans le groupe VI de la classification Baltimore, dont les hôtes naturels sont des Algues, des Champignons, des Invertébrés ou des Plantes.
Les virus de cette famille sont en fait des rétrotransposons à LTR de la famille Ty1-copia. Ils se répliquent par l'intermédiaire de structures appelées particules de type virus (VLP). Les VLP ne sont pas infectieuses comme les virions normaux, mais elles constituent néanmoins une partie essentielle du cycle de vie pseudoviral.

## Liste des genres
Selon l'ICTV:
- Pseudovirus ; espèce -type : Saccharomyces cerevisiae Ty1 virus
- Hemivirus ; espèce -type : Drosophila melanogaster copia virus
- Sirevirus ; espèce -type : Glycine max SIRE1 virus